# Árbol del mundo

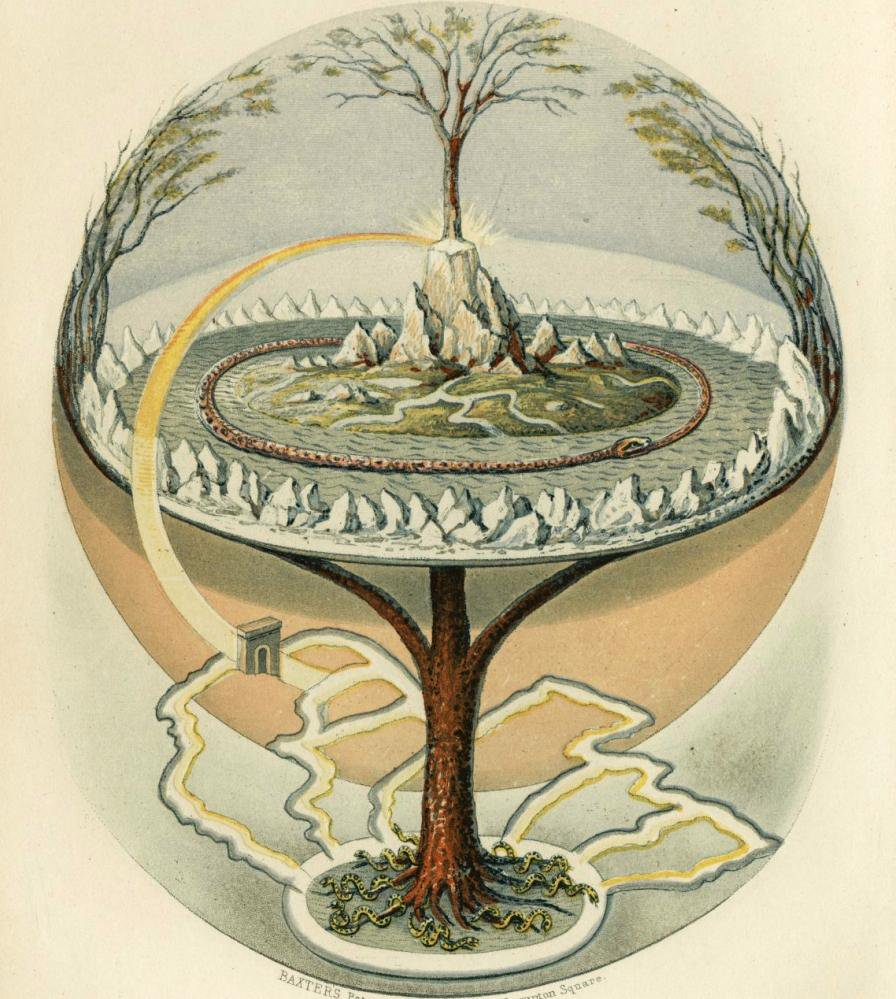
De Northern Antiquities, una traducción al inglés de la Edda prosaica de 1847. Pintado por Oluf Olufsen Bagge.

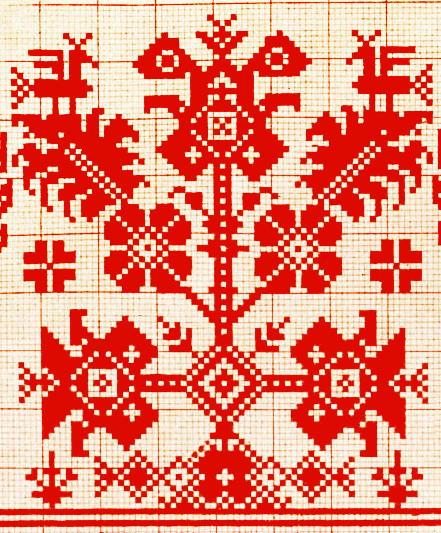
Ornamento ruso del árbol del mundo del.

El árbol del mundo es un motivo presente en varias religiones y mitologías, particularmente las religiones indoeuropeas, siberianas y nativas americanas. El árbol del mundo se representa como un árbol colosal que sostiene los cielos, conectando por tanto a los cielos con el mundo terrestre y, a través de sus raíces, con el inframundo. También puede estar estrechamente conectado con el motivo del árbol de la vida, pero se le considera la fuente de sabiduría de las edades.
Entre los árboles del mundo específicos están el égig érő fa en la mitología húngara, Ağaç Ana en la mitología túrquica, Modun en la mitología mongola, Yggdrasil en la mitología nórdica, Irminsul en la mitología germánica, el roble en las religiones eslava, finesa y báltica, Iroko en la religión yoruba,[cita requerida] Jianmu en la mitología china y el Ashvattha (una higuera sagrada) en la mitología hindú .

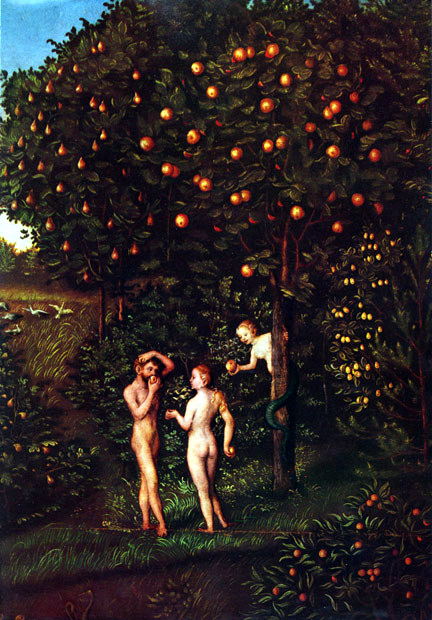
El árbol del conocimiento con Adán y Eva. El árbol de la vida también se describe como parte del jardín del Edén en la Biblia hebrea.

## Descripción general
De acuerdo con la investigación académica, muchas mitologías euroasiáticas comparten el tema de un árbol cuyas ramas llegan a los cielos y cuyas raíces conectan el mundo humano o terrenal con un inframundo o reino subterráneo. Una ave se anida sobre sus hojas y una serpiente o criatura serpentina se arrastra entre sus raíces. Una descripción más elaborada es la siguiente: en las copas del árbol se ubican las luminarias y cuerpos celestes, así como el nido de una águila; varias especies de aves se posan entre sus ramas; humanos y animales de todo tipo viven bajo sus ramas, y cerca de las raíces se encuentra el lugar donde habitan las serpientes y toda suerte de reptiles.

## En culturas específicas

### Culturas americanas precolombinas
- Entre las culturas precolombinas mesoamericanas, el concepto de "árboles del mundo" es un tema prevalente en las cosmologías e iconografía. El complejo del Templo de la Cruz en Palenque contiene uno de los ejemplos más estudiados del árbol del mundo en los motivos arquitectónicos de todas las ruinas mayas. Los árboles del mundo encarnaban las cuatro direcciones cardinales, que representaban también la naturaleza cuádruple de un árbol central del mundo, un axis mundi simbólico que conecta los planos del inframundo y el cielo con aquel del mundo terrestre.[3]
- Representaciones de árboles del mundo, tanto en sus aspectos direccionales como centrales, aparecen en el arte y las tradiciones de culturas como las Maya, Azteca, Izapa, Mixteca, Olmeca y otras, que datan al menos de los períodos formativos medio/tardío de cronología de Mesoamérica. Entre los mayas, el árbol central del mundo era concebido como (o representado por), un árbol de ceiba, llamado yax imix che ('árbol de la abundancia azul verdoso') según el Libro de Chilam Balam de Chumayel.[4] El tronco del árbol también podría estar representado por un caimán erguido, cuya piel evoca el tronco espinoso del árbol.[5]
- Árboles direccionales del mundo también están asociados con los cuatro portadores del año en los calendarios mesoamericanos, y los colores y deidades direccionales. Los códices mesoamericanos que tienen esta asociación delineada incluyen los códices de Dresde, Borgia y Fejérváry-Mayer .[6] Se supone que los sitios y centros ceremoniales mesoamericanos con frecuencia tenían árboles reales plantados en cada una de las cuatro direcciones cardinales, lo que representa el concepto cuatripartito.
- Los árboles del mundo se representan con frecuencia con pájaros en sus ramas y sus raíces se extienden hacia la tierra o el agua (a veces sobre un "monstruo acuático", símbolo del inframundo).
- El árbol del mundo central también se ha interpretado como una representación de la banda de la Vía Láctea .[7]
- La estela 5 de Izapa contiene una posible representación de un árbol del mundo.

Un tema común en la mayor parte de las culturas indígenas de las Américas es el concepto de direccionalidad (los planos horizontal y vertical), en la cual la dimensión vertical es representada a menudo por un árbol del mundo. Algunos académicos han sugerido que la importancia religiosa de las dimensiones vertical y horizontal a lo largo de muchas culturas animistas puede provenir del cuerpo humano y de la posición que este ocupa en el mundo a medida que percibe el mundo viviente circundante. Muchas culturas indígenas de las Américas incluyen cosmologías similares en referencia al tema de la direccionalidad y del árbol del mundo, si bien el tipo específico de árbol que representa al árbol del mundo varía dependiendo del entorno circundante. Por ejemplo, para muchos pueblos indígenas americanos ubicados en regiones más templadas, el árbol del mundo corresponde al abeto y no a la ceiba. Con todo, la idea de que hay direcciones cósmicas y el concepto de un árbol que une a los planos direccionales es similar.

### Mitología baltoeslava
En las mitologías báltica, eslava y finlandesa, el árbol del mundo es por lo general un roble. La mayoría de las imágenes del árbol del mundo se conservan en antiguos ornamentos. Con frecuencia, había en los patrones bálticos y eslavos una imagen de un árbol invertido, "creciendo con las raíces hacia arriba y las ramas enterrándose en el suelo".
El árbol del mundo (en lituano Aušros medis) aparece constantemente en la pintura popular lituana y se le encuentra con frecuencia tallado en muebles domésticos como armarios, toalleros y golpeadores de ropa. En la mitología letona, el árbol del mundo (en letón: Austras koks) era asimismo una de las creencias más importantes y se le asociaba con el nacimiento del mundo.
Según el folclore eslavo, tal y como ha sido reconstruido por R. Katičić, el personaje dracónico o serpentino hace surcos cerca de un cuerpo de agua, y el ave que vive en la copa del árbol podría tratarse de un águila, halcón o ruiseñor.

### Mitología iraní

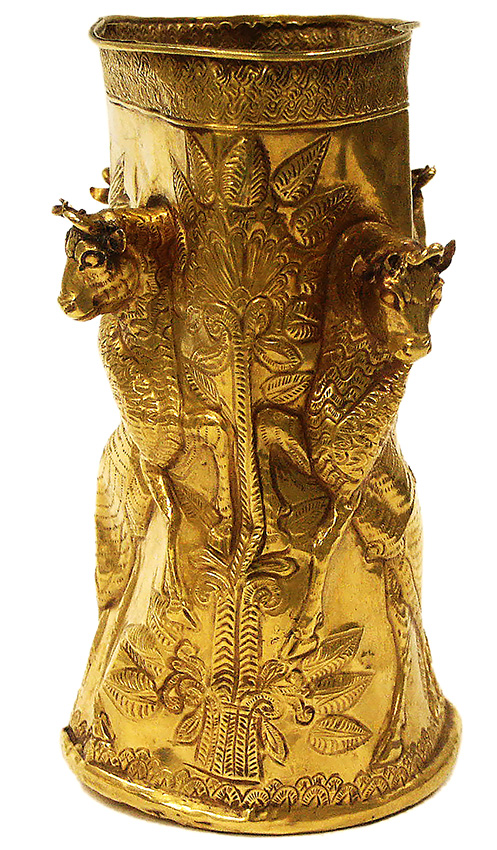
Dos toros alados custodian un árbol sagrado, en un ritón proveniente de Marlik, Irán, actualmente en el Museo Nacional de Irán.

El motivo del árbol del mundo es común en el arte antiguo de Irán. 
En la mitología persa, el árbol llamado Gaokerena (lit. cuerno de buey) o Haoma blanco es un árbol cuya vivacidad asegura que la vida continúe en el universo. El Bas tokhmak es otro árbol remdial: retiene a todas las semillas de hierbas y destruye el dolor.

### Mitología judeocristiana
El árbol del conocimiento del bien y del mal y el árbol de la vida son componentes los dos de la historia del jardín del Edén que aparece en el Libro del Génesis en la Biblia. De acuerdo con la mitología judía, en el jardín del Edén existe un árbol de la vida o el "árbol de las almas" que florece y produce nuevas almas, que caen en el Guf, la Cámara del Tesoro de las Almas. El ángel Gabriel mete la mano en la cámara y saca la primera alma que encuentre. Entonces Lailah, el ángel de la concepción, guarda del embrión hasta que nace.

### Mitología nórdica
En la mitología nórdica, Yggdrasil es el árbol del mundo. Yggdrasil es mencionado en la Edda poética, compilada en el siglo XIII a partir de fuentes tradicionales previas, así como en la Edda prosaica, escrita en el siglo XIII por Snorri Sturluson. En estas dos fuentes, Yggdrasil es un inmenso fresno central que se considera muy sagrado. Los Æsir van a Yggdrasil todos los días para recibir la atención de sus cortes. Las ramas de Yggdrasil se extienden hasta los cielos y el árbol se sostiene sobre tres raíces que se extienden hacia otros lugares lejanos: una hasta el pozo de Urðarbrunnr en los cielos, otra hasta el manantial de Hvergelmir y otra hasta el manantial de Mímisbrunnr. Dentro de Yggdrasil viven criaturas, entre ellas los ciervos Dáinn, Dvalinn, Duneyrr y Duraþrór, el gigante con forma de águila Hræsvelgr, la ardilla Ratatoskr y el dragón Níðhöggr. Existen varias teorías académicas acerca de la etimología del nombre Yggdrasil, su potencial relación con los árboles de Mímameiðr y Læraðr, y el árbol sagrado en Uppsala.

### Mitología griega
Como es el caso de muchas otras culturas indoeuropeas, una especie de árbol era considerada como el árbol del mundo, y junto a este había varios otros árboles sagrados. En la mitología griega, el olivo, que era llamado Moriai, era el árbol del mundo y se le asociaba con la diosa olímpica Atenea. Entre los hermanos de Atenea estaban las Horas y las Moiras.
En un mito griego independiente, las Hespérides viven bajo un manzano que da manzanas doradas y que fue dado como regalo a la diosa olímpica más alta, Hera, por la primordial diosa madre Gea en el matrimonio de Hera con Zeus. El árbol se encuentra en el Jardín de las Hespérides y es custodiado por Ladón, un dragón. Heracles derrota a Ladón y se lleva las manzanas doradas.
El árbol sagrado de Zeus es el roble.
En un relato cosmogónico distinto descrito por Ferécides de Siros, la deidad masculina Zas (identificada como Zeus) se casa con la deidad femenina Chthonie (asociada con la tierra y posteriormente llamada Gê/Gea), y de su matrimonio brota un roble. Este roble conecta los cielos y sus raíces crecen dentro de la Tierra, hasta llegar a las profundidades del Tártaro. Los académicos consideran que este roble simboliza un árbol cósmico que une tres esferas: el inframundo, la esfera terrestre y la esfera celestial.

### Mitología romana
En la mitología romana, el árbol del mundo era el olivo, que se asociaba con Pax. La equivalente griega de Pax es Irene, una de las Horas. El árbol sagrado del padre celestial romano, Júpiter, era el roble, mientras que el laurel era el árbol sagrado de Apolo. La antigua higuera del Comitium de Roma era considerada descendiente del árbol bajo el cual Rómulo y Remo fueron encontrados.

### Culturas del norte de Asia, Siberia, Mongolia y Túrquicas
El árbol del mundo también aparece representado en las mitologías y el folclore de Asia del norte y Siberia. En la mitología de los samoyedos, por ejemplo, el árbol del mundo conecta realidades diferentes (el inframundo, este mundo y el mundo superior). En su mitología, el árbol del mundo es también símbolo de la Madre Tierra, de quien se dice es quien les da a los chamanes samoyedos su tambor y también les ayuda a viajar entre uno y otro mundo.
Así mismo, el símbolo del árbol del mundo también es común en el tengrianismo, una antigua religión de los pueblos mongoles y túrquicos.
El árbol del mundo se puede ver en los diseños de la corona de Silla, siendo Silla uno de los Tres Reinos de Corea. Este vínculo se ha usado para establecer una conexión entre los pueblos de Siberia y los de Corea.

### Hinduismo y religiones indias
Remanentes de este tema son evidentes también en el Kalpavriksha (el "árbol que cumple los deseos") y en el árbol Ashvattha de las religiones indias.
En la religión Brahma Kumaris, el Árbol del Mundo es descrito como el "Árbol de Kalpa Vriksha" o "Árbol de la Humanidad", en el que el fundador Brahma Baba (Dada Lekhraj) y sus seguidores Brahma Kumaris son descritos como las raíces de la humanidad que disfrutan 2.500 años de paraíso como deidades vivientes antes de que el tronco de la humanidad se parta y se encarnen los fundadores de otras religiones. Cada uno de ellos crea su propia rama y trae consigo a sus propios discípulos, hasta que estos también declinen y se separen. Cismas, cultos y sectas en forma de ramitas aparecen al final de la Edad del Hierro.